# 埃罗讷
埃罗讷（法語：Érone，法語發音：[eʁɔn]；意大利语）是法国上科西嘉省的一个市镇，属于科尔泰区。

## 地理
埃罗讷（42°22'20"N, 9°16'14"E）面积3.89 平方千米，位于法国上科西嘉省，该省份位于科西嘉北部，后者为地中海西部的一座岛屿，也是法国的一个单一领土集体，位于法国大陆部分的东南面，意大利半島的西面，最临近的地块是撒丁岛。
与埃罗讷接壤的市镇（或旧市镇、城区）包括：拉诺。

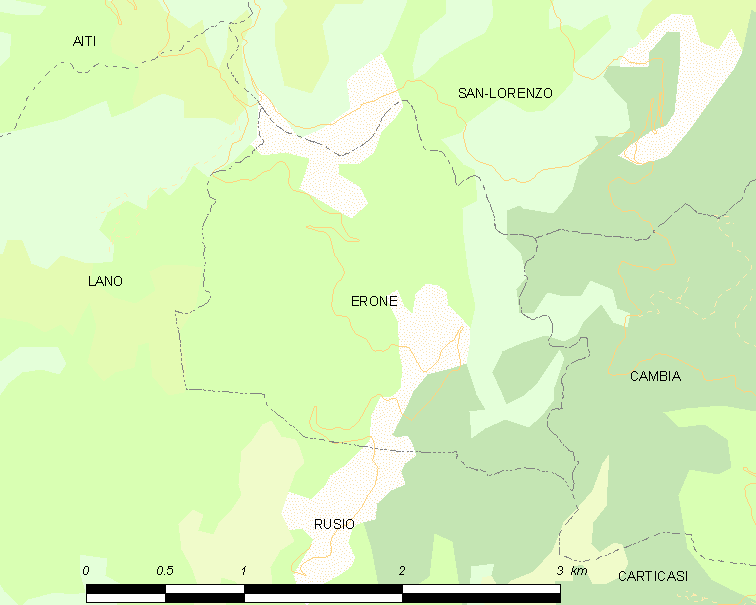
埃罗讷的OSM定位图

埃罗讷的时区为UTC+01:00、UTC+02:00（夏令时）。

## 行政
埃罗讷的邮政编码为20244，INSEE市镇编码为2B106。

## 政治
埃罗讷所属的省级选区为戈洛-莫罗萨利亚县。

## 人口

1962-2008年间埃罗讷人口变化图示

埃罗讷于2022年1月1日时的人口数量为10人。